# Сланов, Леонид Алексеевич
Леонид Алексеевич Сланов (8 мая 1901 года, селение Бритаули, Рокское общество, Горийский уезд, Тифлисская губерния — 14 мая 1969 года, Сочи, Краснодарский край) — советский военный деятель, генерал-майор (20 декабря 1943 года).

## Начальная биография
Леонид Алексеевич Сланов родился 8 мая 1901 года в селении Бритаули Рокского общества Горийского уезда Тифлисской губернии.
В 1917 году окончил четыре класса гимназии в Кутаиси.

## Военная служба

### Гражданская война
В мае 1917 года вступил в партизанский отряд керменистов Северной Осетии под командованием Санакаева, действовавший в районе Владикавказа. В январе 1918 года отряд вошёл в состав 2-й кавалерийской бригады, после чего Л. А. Сланов принимал участие в боевых действиях на Северном Кавказе против войск под командованием генералов А. И. Деникина и А. Г. Шкуро. В конце 1919 года назначен младшим командиром в 12-й кавалерийской дивизии, а в августе 1920 года — командиром взвода в 70-м кавалерийском полку. Принимал участие в боевых действиях против войск под командованием генерала П. П. Фостикова на Кубани и бандформирований на территории Азербайджана, а в феврале 1921 года — в ходе Тифлисской операции и смене правительства в Грузии.

### Межвоенное время
В июле 1921 года Л. А. Сланов направлен на учёбу на 3-и Кавказские кавалерийские курсы в Тифлисе, во время учёбы на которых в период с октября 1922 по март 1923 года участвовал в подавлении меньшевистского восстания в Грузии. После окончания курсов в июне 1923 года направлен в 4-й червонно-казачий полк (2-я червонно-казачья дивизия), где служил на должностях командира взвода, помощника командира и врид командира сотни, врид начальника школы, командира эскадрона, помощника командира полка по хозяйственной части.
В ноябре 1927 года назначен инструктором военной подготовки при Северо-Осетинском областном военкомате, в апреле 1928 года — командиром эскадрона в составе Отдельного Дагестанского национального дивизиона. В ноябре 1929 года Л. А. Сланов направлен на учёбу на отдел среднего комсостава кавалерийских курсов усовершенствования командного состава РККА в Новочеркасска, после окончания которого в июне 1930 года вернулся на прежнюю должность.
В мае 1931 года переведён в 10-ю кавалерийскую дивизию (Северокавказский военный округ), в составе которой служил помощником начальника штаба и исполняющим должность начальника штаба 89-го кавалерийского полка, начальником полковой школы 77-го и 78-го кавалерийских полков. В августе 1934 года переведён на должность начальника штаба 69-го кавалерийского полка (12-я кавалерийская дивизия).
В 1935 году окончил отдел командиров полков кавалерийских курсов усовершенствования командного состава РККА в Новочеркасске.
В апреле 1936 года майор Л. А. Сланов назначен на должность начальника штаба 39-го кавалерийского полка (7-я кавалерийская дивизия, Белорусский военный округ), дислоцированного в Минске. В октябре 1937 года вновь направлен в 10-ю кавалерийскую дивизию, где назначен на должность начальника штаба 77-го кавалерийского полка, а в мае 1939 года — на должность командира 33-го кавалерийского полка.
С июля 1939 года служил командиром 133-го кавалерийского полка (22-я кавалерийская дивизия, Забайкальский военный округ) и принимал участие в боевых действиях на Халхин-Голе.
В январе 1941 года назначен на должность заместителя командира 94-й стрелковой дивизии (36-я армия, Забайкальский военный округ).

### Великая Отечественная война
С началом войны находился на прежней должности.
В августе 1941 года назначен командиром 80-й кавалерийской дивизии, формировавшейся в Уральском военном округе. В ноябре дивизия была передислоцирована в Ярославскую область, а в декабре — в район Тихвина, после чего с 26 декабря в ходе Тихвинской и Любанской наступательных операций вела наступательные боевые действия в районе Киришей на железнодорожной линии Будогощь — Кириши и 22 января 1942 года перешла к обороне. В феврале 1942 года дивизия передана в состав 2-й ударной армии (Волховский фронт) и после марша вышла в район северо-западнее Мясного Бора, откуда в ночь на 14 февраля двинулась на соединение с 13-м кавалерийским корпусом по маршруту Мясной Бор — Кречно — Новая Кересть. В конце февраля полковник Л. А. Сланов был ранен, после чего лечился в госпитале.
После излечения в августе 1942 года назначен на должность заместителя командира 9-й гвардейской казачьей кавалерийской дивизии (Черноморская группа войск, Закавказский фронт)е, которая во второй половине сентября передислоцирована в район Гудермеса и включена в состав Северной группы войск фронта. В период с 4 октября 1942 года дивизия в ходе Нальчикско-Орджоникидзевская оборонительная операция вела действия в тылу противника, а с 4 января 1943 года участвовала в ходе Ростовской наступательной операции.
В апреле 1943 года назначен на должность командира 11-й гвардейской казачьей кавалерийской дивизии, которая с сентября того же года принимала участие в ходе Донбасской, Мелитопольской, Корсунь-Шевченковской, Уманско-Ботошанской, Ясско-Кишинёвской и Дебреценской наступательных операций.
С марта 1945 года генерал-майор Л. А. Сланов находился в распоряжении отдела кадров командующего кавалерией Красной армии и 30 апреля назначен на должность командира 23-й кавалерийской дивизии (15-й кавалерийский корпус, Закавказский фронт).

### Послевоенная карьера

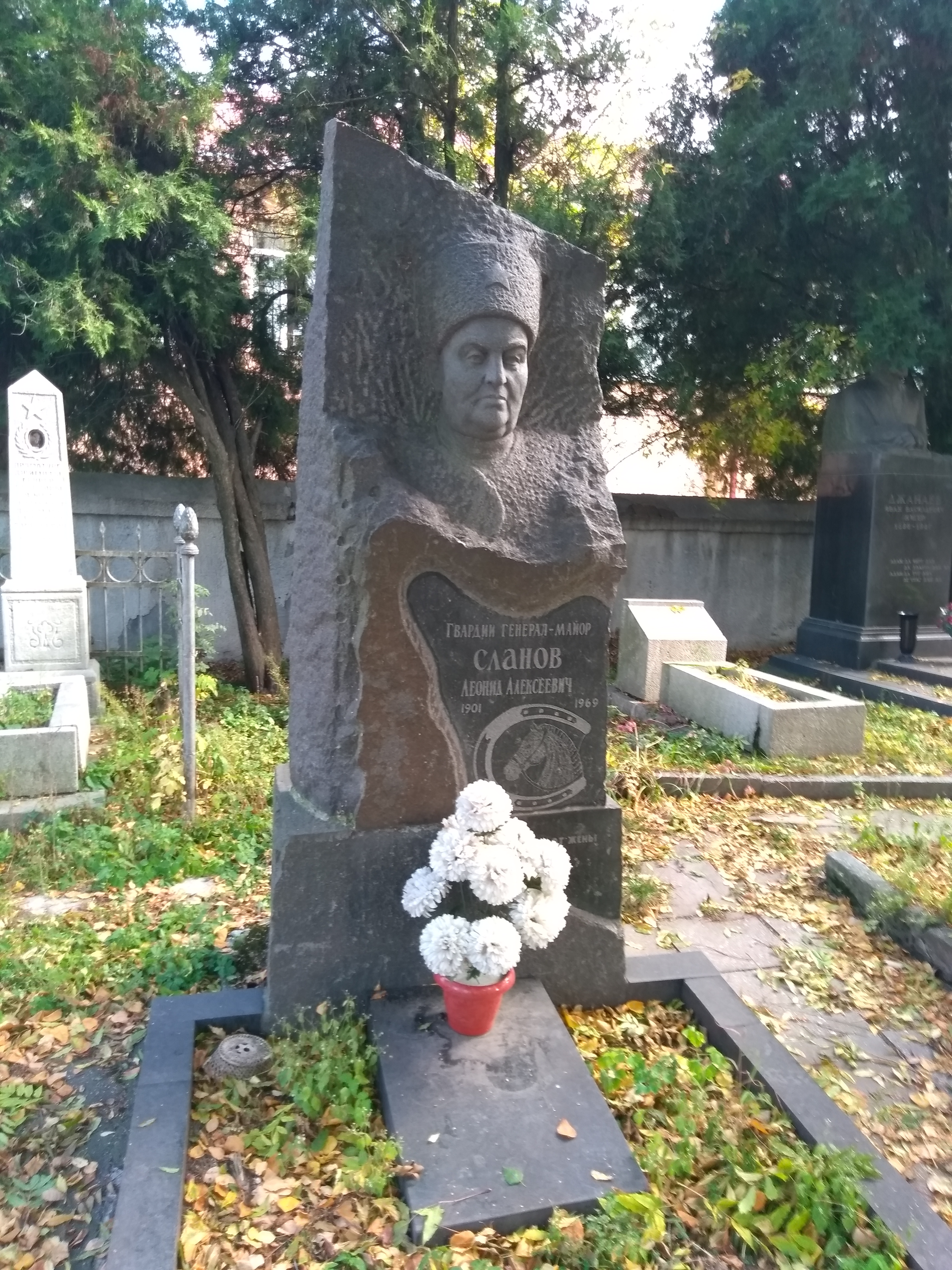
Могила на Пантеоне в ограде Осетинской церкви, Владикавказ.

После окончания войны находился на прежней должности в Закавказском военном округе. 5 июля 1946 года вышел в отставку по болезни.
22 марта 1952 года вновь призван в кадры Советской армии, после чего назначен на должность начальника военного конного завода имени С. М. Кирова в Донском военном округе. Генерал-майор Леонид Алексеевич Сланов 8 августа 1953 года вновь уволен в запас.
В 1968—1969 годах проживал в доме № 2 на улице Набережной (современная улица Тхапсаева). Умер 14 мая 1969 года в Сочи. Похоронен в Пантеоне около Осетинской церкви во Владикавказе. Его могила является объектом культурного наследия регионального значения.

## Награды
- Орден Ленина (21.02.1945);
- Шесть орденов Красного Знамени (27.08.1942, 29.03.1943, 22.02.1944, 27.02.1944, 03.11.1944, 03.11.1953);
- Орден Суворова 2 степени (13.09.1944);
- Орден Кутузова 2 степени (19.03.1944);
- Орден Красной Звезды (22.02.1941);
- Медали.